# Taman Arum
Taman Arum is een bestuurslaag in het regentschap Ponorogo van de provincie Oost-Java, Indonesië. Taman Arum telt 1106 inwoners (volkstelling 2010).